# Polyrhachis schizospina
Polyrhachis schizospina är en myrart som beskrevs av Vladimir Aphanasjevich Karavaiev 1927. Polyrhachis schizospina ingår i släktet Polyrhachis och familjen myror. Inga underarter finns listade i Catalogue of Life.